# Blanka Paulů
Blanka Paulů, född 31 mars 1954, är en tjeckisk före detta längdskidåkare som tävlade under 1970- och 1980-talen. Hon har en silvermedalj i stafett från OS i Sarajevo 1984.